# Sinan Hasani
Sinan Hasani (Požaranje kod Vitine, 14. svibnja 1922. – Beograd, 28. kolovoza 2010.) albanski pisac, političar i diplomat. Funkciju predsjednika Predsjedništva SFRJ vršio je od 15. svibnja 1986. do 15. svibnja 1987. godine.

## Romani
- Grožđe je počelo zrijeti, 1957.
- Jedna nemirna noć, 1961.
- Gdje se odvaja rijeka, 1963.
- Dječak s odlikovanjem, 1967.
- Vjetar i hrast, 1983.
- Djetinjstvo Dorna Watre, 1975.
- Za bijeli kruh, 1977.
- Nabujala rijeka, 1980.
- Kosovo: istine i zablude, CIP, Zagreb, 1986.